# Peñarol (Montevideo)
|  | Per al club esportiu del mateix nom, vegeu Peñarol |

Peñarol és un barri del centre-nord de Montevideo, Uruguai. El seu nom deriva de la ciutat italiana de Pinerolo.
El barri és conegut per ser el lloc on es va fundar el Central Uruguay Railway Cricket Club el 1891, el qual més endavant va canviar el nom per l'actual de Club Atlético Peñarol.
Originalment, operava una estació de ferrocarrils. El 2009 es va inaugurar una nova estació de trens i es va plantejar obrir un centre històric.

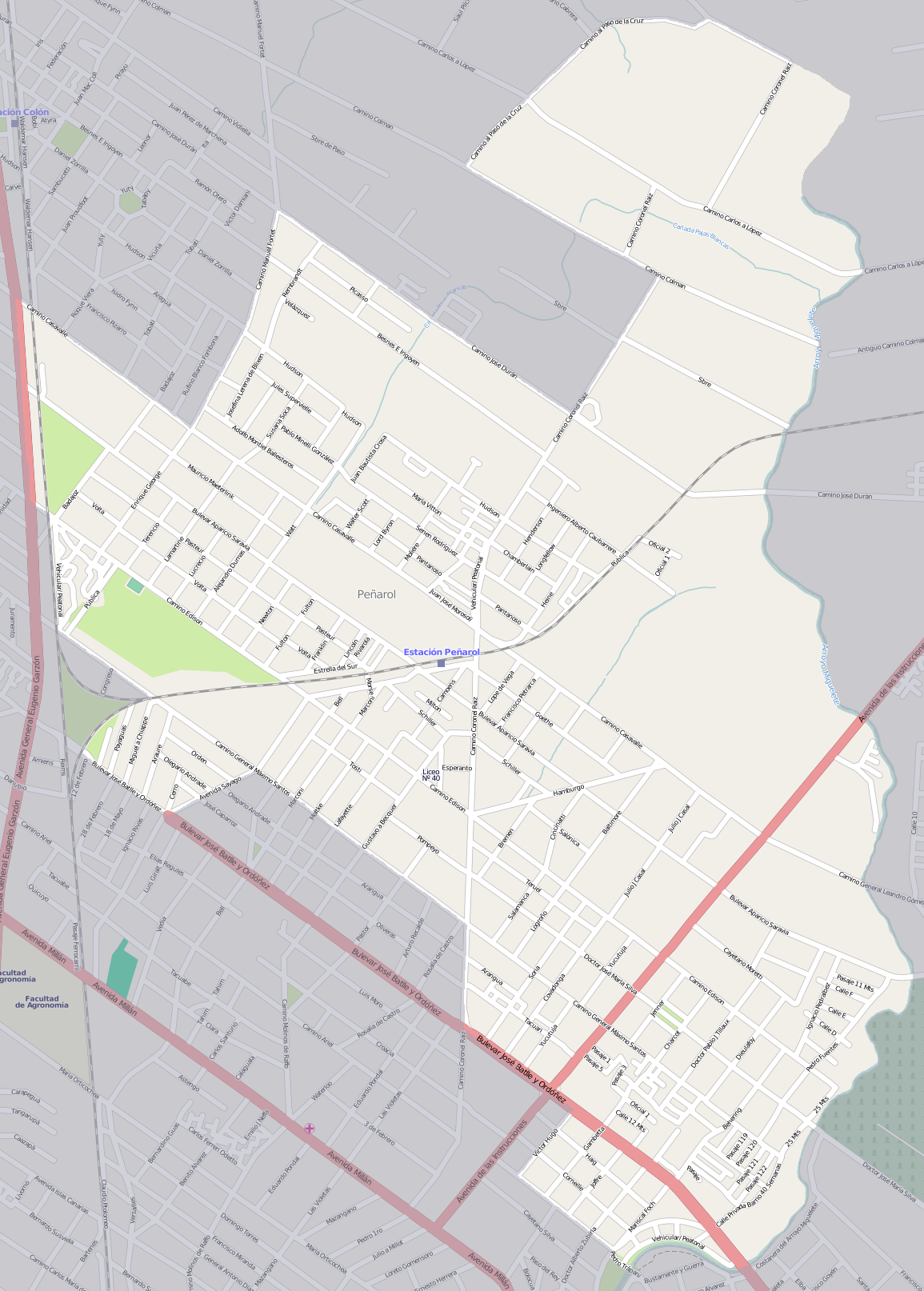
Mapa de Peñarol-Lavalleja-40 Semanas.